# Стратегічні дослідження
Стратегічні дослідження є міждисциплінарним напрямом, зосередженим на вивченні стратегій війни та миру, зосереджуючи особливу увагу на взаємозв'язках між міжнародною політикою, геостратегією, міжнародною економікою, і військовою міццю. У рамках відповідних досліджень також розглядаються такі теми, як роль розвідки, дипломатії, міжнародного співробітництва у сфері безпеки і оборони. 
Академічні основи стратегічних досліджень походять з класичних текстів Сходу таких як  «Мистецтво війни» Сунь-цзи, а у європейському контексті — твору Карла фон Клаузевіца «Про війну». 
З 1992 року в Україні працює Національний інститут стратегічних досліджень.